# Qarabörk
Qarabörk är en ort i Azerbajdzjan.   Den ligger i distriktet Ujar Rayonu, i den centrala delen av landet, 190 km väster om huvudstaden Baku. Qarabörk ligger 13 meter över havet och antalet invånare är 3 255.
Terrängen runt Qarabörk är mycket platt, och sluttar söderut. Närmaste större samhälle är Ujar, 4,6 km norr om Qarabörk.
Trakten runt Qarabörk består till största delen av jordbruksmark. Runt Qarabörk är det ganska tätbefolkat, med 80 invånare per kvadratkilometer.